# 瀬取り

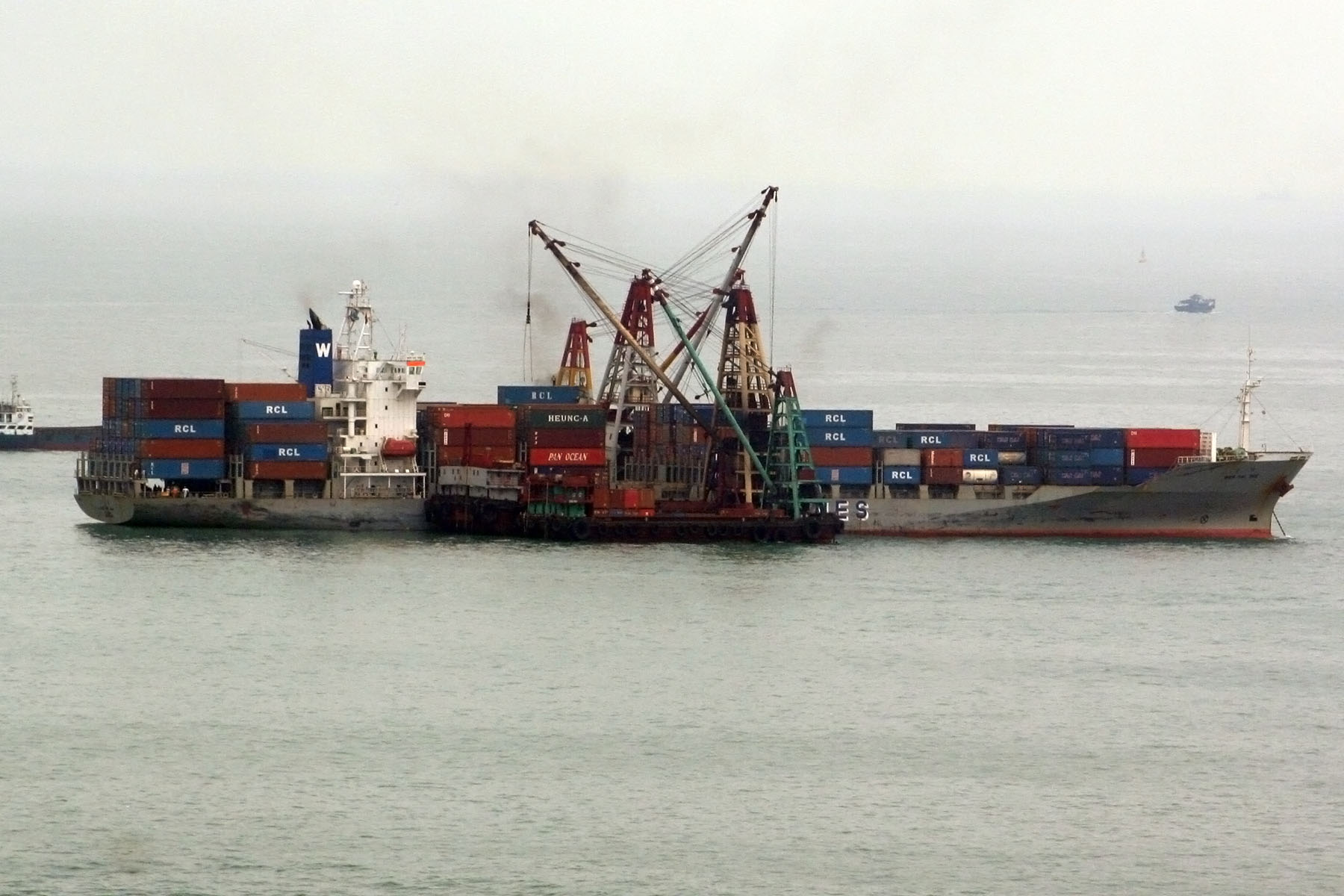
海上コンテナの沖荷役作業

瀬取り（せどり、英: Ship-to-ship cargo transfer）とは、洋上において船から船へ船荷を積み替えることを言う。一般的には親船から小船へ移動の形で行われる。
香港においては沖荷役作業として、海上コンテナの瀬取り荷役が現在でも行われている。
2018年時点、朝鮮民主主義人民共和国（北朝鮮）の関係者が国連安全保障理事会の課した経済制裁に反し、石油を別の船籍の船に洋上（外洋上）で移し替えて密輸していることが国際問題になっている。これに対して、各国による監視活動が行われている（後述）。

## 概要
日本では港に接岸できない大型船から船荷を運び出し、小船で陸揚げするために江戸時代には瀬取りが行われていた。また、下り酒を扱う江戸の樽廻船問屋の管理下においては、下り酒問屋への引き渡しの際に、入津した樽廻船から茶船と呼ばれる艀を用いた瀬取りが盛んであった。時代が下ると港の整備と陸上輸送の進歩により瀬取りはあまり行われなくなった。
現在では、覚醒剤取引をはじめとする密輸の手段として利用されるほか、朝鮮民主主義人民共和国（北朝鮮）に対する経済制裁に関連して、その周辺国や同盟国、例えば、アメリカ合衆国や大韓民国政府、内閣総理大臣安倍晋三（当時）を始めとする日本国政府やマスコミは、「公海上で、違法に物資の積み替えを行うこと」、「洋上で貨物を積み替える形で制裁を逃れる行為」などの意味で用いている。瀬取り自体が禁止行為にはされていないが、違法行為を伴うため瀬取りは国際監視対象となっている。
北朝鮮による瀬取りは、2017年以降の経済制裁逃れの手段よりも前に、「船同士を接舷させて受け渡す」海上で行う密輸方法として確立していた。2002年11月、鳥取県西伯郡名和町（現・大山町）沿岸に覚せい剤7包、約208キログラムが漂着しているのが通行人により発見され、翌12月、近辺の沿岸においても覚せい剤1包、約29キログラムが通行人に発見された。このような漂着物が意味することは、状況から何らかの原因で瀬取りが失敗した結果と考えられている。
2019年、伊豆半島を拠点に覚醒剤の瀬取りを行っていた中国人グループが逮捕。船の中から1トンの覚醒剤を押収され、一度の密輸量として過去最多の記録を塗り替えた。

## 朝鮮民主主義人民共和国（北朝鮮）による瀬取り
国連安保理決議2375号（2017年9月採択）により、国連加盟国は北朝鮮籍船舶に対する又は北朝鮮籍船舶からの洋上での船舶間の物資の積替え（いわゆる「瀬取り」）を容易にし、又は関与することが禁止されている。これは、核・化学及び生物兵器、並びにその運搬手段の拡散を防止するために行われるもので、朝鮮民主主義人民共和国が数々の国連安保理決議に違反したために採択されたものである。
2018年5月3日 韓国船籍のタンカーが東シナ海の公海上で、北朝鮮船籍のタンカーに近づき横付けしている様子が確認された が、韓国政府は否定した。しかし、韓国の港では制裁後も北朝鮮産の石炭が何度も搬入されているのが確認されたため、2018年7月に、アメリカ合衆国連邦政府は韓国大統領文在寅に対して、北朝鮮産石炭の韓国への搬入を幇助して対北朝鮮制裁に穴を開けるのを黙認しないよう警告した。
2018年7月に、アメリカ合衆国が国連安保理に提出した文書にて、「北朝鮮が国連安保理の制裁に違反して石油製品を違法に密輸入している」として、中華人民共和国とロシア連邦の企業を黒幕に挙げた。北朝鮮は、2018年1月から5月までに確認出来ただけで、海上で20隻以上の船で計89回にわたって瀬取りを行い、決議で制限された年50万バレルの3倍以上の石油を違法に手に入れたことが発覚している。スティーブン・ムニューシン財務長官は7月12日の米国連邦議会下院の聴聞会に出席し、「北朝鮮に対する制裁を緩和する計画はなく、むしろその反対。北朝鮮制裁の効果で北朝鮮は交渉テーブルに出てきた」と制裁の効果とその継続を支持した。
なお、瀬取りの取り締まりは、大韓民国軍でも行われており、報道によれば、大韓民国軍が確認した件数として、2017年には60件あまりだったものが、2018年では130件にまで増えた、とされている。また、米国の国連代表部が北朝鮮制裁委員会に提出した報告書では、2018年1月から5月までの間の瀬取りでは、89回はあったとされている。
北朝鮮の瀬取りに対して、艦艇や航空機による監視活動に参加している国は2019年時点で8カ国に達している。日本、アメリカ合衆国、カナダ、大韓民国、イギリス、フランス、オーストラリア、ニュージーランドである。監視に従事する艦艇が、台湾海峡を通過して移動することもあり、参加国の高官は匿名を条件に、東シナ海や南シナ海における中国への牽制を副次的な目的としているとコメントしている。日本では海上自衛隊、海上保安庁が担っており、重点監視対象の東シナ海中央部は「瀬取り銀座」とも呼ばれる。

### 米国政府により確認されたもの
米国財務省が発見した瀬取りは以下の通り。
- 北朝鮮船籍タンカー「Rye Song Gang 1号」（平成29年11月に公表、平成29年12月に国連安保理制裁委員会から禁制品の輸送に関与したとして入港禁止の対象に指定された船舶）[21]。
- 2018年7月、北朝鮮が今年1～5月、洋上で積み荷を移し替える「瀬取り」の手法で、石油精製品を少なくとも89回輸入したと指摘する文書を、米国政府の国連代表部が国連安全保障理事会の北朝鮮制裁委員会に提出した[22]。

2021年7月30日、米国司法省は北朝鮮への石油の瀬取りに使用されていたシンガポール船籍タンカー「カレイジャス」を民事没収した。2019年8月から12月にかけて北朝鮮の船舶に150万ドル超相当の瀬取りを行っていた。

### 大韓民国政府により確認されたもの
2019年3月、保守系野党・自由韓国党の白承周（ペク・スンジュ）議員が韓国軍合同参謀本部から直接報告を受けた内容での、瀬取り。
（単に「疑われるケース」ではなく、韓国軍が収集した通信・衛星情報などに基づいた数字）
以下、概要。
- 北朝鮮船舶による違法な瀬取りは2017年には年間60件程度だった。
- 18年には130件以上にまで増加していた。
- 違法な瀬取りはこれまで主に東シナ海で行われてきたが、実は西海（黄海の韓国呼称）でも同じように行われていたことも分かった。
- 韓国軍は北朝鮮の違法行為を確認してもこれを公表しない。

2019年4月、米政府系放送ボイス・オブ・アメリカ（VOA）が5日に、海上で精油など石油製品を北朝鮮船舶に積み替えたと疑われる船を韓国政府がまた抑留中、と報じた。
以下、概要。
- パナマの国旗を掲げたＫ号で、米財務省が先月21日に公開した疑惑船18隻のうちの1隻。2月より釜山港に抑留。
- 韓国国籍の船Ｐ号も釜山港に抑留（韓国船が国連安保理の対北朝鮮制裁決議を違反した最初の事例の船）。
- 大韓民国の外交部はＰ号以外にも同じ容疑で2隻と、北朝鮮産石炭の運搬に関与した1隻の計3隻を2017年末または2018年初めから抑留。

なお、別の報道によると、このＰ号は韓国船籍「Ｐパイオニア号」であり、船長とその管理会社を船舶入出港法違反などの疑いで海洋警察が送検した。容疑は、2017年9月に東シナ海の公海上で4300トンの石油精製品を北朝鮮の船に積み替え、国連安全保障理事会の制裁決議に違反した疑い。この船は2018年5月から8月にかけて台湾の北300キロメートルの東シナ海上に停泊したことが複数回確認され、2017年以降、27回に渡り計16万トンの石油製品を運んだ疑いがある、と報じられた。

### 日本国政府により確認されたもの

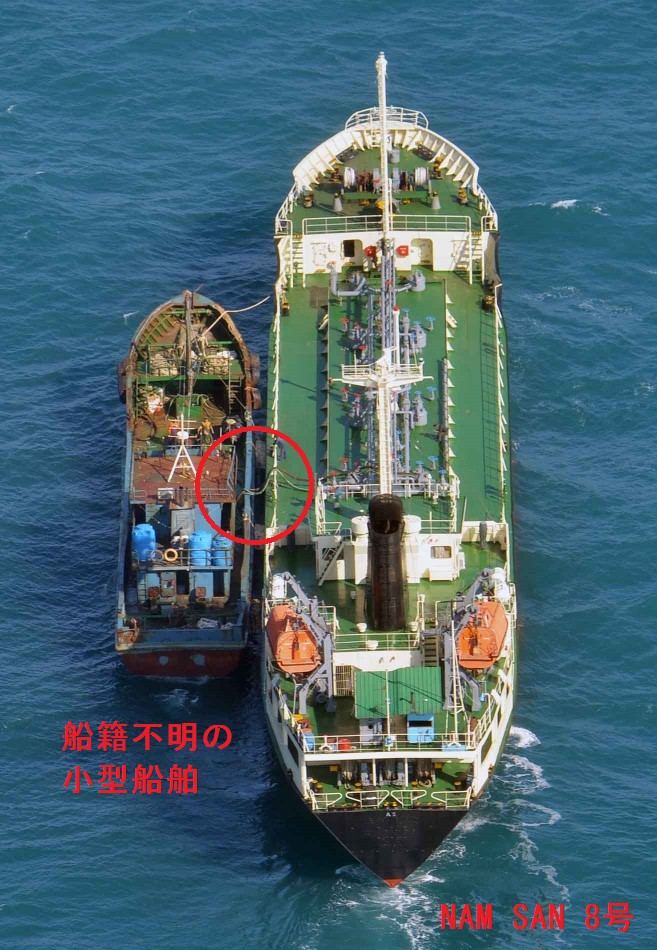
接舷して蛇管を接続している北朝鮮船籍タンカー「NAM SAN 8（ナムサン8）号」 と船籍不明の小型船舶（2019年12月16日）

日本国政府により確認された瀬取りは以下の通り。国連安保理北朝鮮制裁委員会に通報された。
- 1例目 2018年1月20日。北朝鮮船籍タンカー「Rye Song Gang 1号」とドミニカ国船籍タンカー「Yuk Tung号」、東シナ海沖 ※船名を「Rye Song Gang 1号」から「Song Hae号」に偽装しているとされる[21][27]。
- 2例目 2018年2月13日。北朝鮮船籍タンカー「Rye Song Gang 1号」とベリーズ船籍タンカー「Wan Heng 11号」、上海沖（2018年2月14日公表）[28][29]。
- 3例目 2018年2月16日。北朝鮮船籍タンカー「Yu Jong 2号」と「寧徳078」と表示された小型船舶、上海沖（2018年2月21日公表）[30]。
- 4例目 2018年2月24日。北朝鮮船籍タンカー「Cho Ma San号」とモルディブ船籍の「Xin Yuan 18号」、上海沖（2018年2月27日公表）[31]。
- 5例目 2018年5月19日。北朝鮮船籍タンカー「JI SONG 6号」と別の小型船舶（船籍不明だが中国国旗を掲揚）、上海沖 （2018年5月29日公表）[32]。
- 6例目 2018年5月24日。北朝鮮船籍タンカー「SAM JONG 2号」（IMO番号：7408873）と「MYONG RYU 1」との表示がある船籍不明のタンカー、上海沖（2018年6月1日公表）[33]。
- 7例目 2018年6月21日・22日。北朝鮮船籍タンカー「YU PHYONG 5号」（IMO番号：8605026）と船籍不明の小型船舶、東シナ海沖（2018年6月27日公表）[34]。
- 8例目 2018年6月29日。北朝鮮船籍タンカー「AN SAN 1号」（IMO番号：7303803）と船籍不明の船舶、東シナ海沖（2018年7月4日公表）[35]。
- 9例目 2018年7月31日。北朝鮮船籍タンカー「NAM SAN 8号」（IMO番号：8122347）と船籍不明の船舶、東シナ海沖（2018年7月4日公表）[36]。
- 10例目 2019年1月18日。北朝鮮船籍タンカー「AN SAN 1号」（IMO番号：7303803）と船籍不明の小型船舶、東シナ海沖（2019年1月24日公表） [37]。
- 11例目 2019年3月2日。北朝鮮船籍タンカー「SAEBYOL号」（IMO番号：8605026）と船籍不明の小型船舶、東シナ海沖（2019年3月28日公表） [38]。
- 12例目 2019年3月20日。北朝鮮船籍タンカー「YU SON号」（IMO番号：8691702）と「秦皇島」との表示がある船籍不明の小型船舶、東シナ海沖（2019年4月25日公表）[39]。
- 13例目 2019年5月13日～14日。北朝鮮船籍タンカー「AN SAN 1号」（IMO番号：7303803）と船籍不明の2隻の小型船舶、東シナ海沖（2019年6月18日公表）[40]。
- 14例目 2019年11月13日。北朝鮮船籍タンカー「MU BONG 1号」（IMO番号：8610461）と船籍不明の船舶、東シナ海沖（2019年11月26日公表）[41]。
- 15例目 2019年12月16日。北朝鮮船籍タンカー「NAM SAN 8号」（IMO番号：8122347）と船籍不明の小型船舶、東シナ海沖（2019年12月27日公表）[42]。
- 16例目 2019年12月17日。北朝鮮船籍タンカー「NAM SAN 8号」（IMO番号：8122347）と船籍不明の小型船舶、東シナ海沖（2019年12月27日公表）[42]。
- 17例目 2020年1月12日。北朝鮮船籍タンカー「CHON MA SAN号」（IMO番号：8660313）と「明波 5」との表示がある船籍不明の船舶、東シナ海沖（2020年2月7日公表）[43]。

### 日本と世界との警戒監視協力
2018年4月28日、防衛省は、『「瀬取り」に対する関係国による警戒監視活動』に関して状況を公開した。内容は以下の通り。
- 今般、国連安保理決議により禁止されている北朝鮮籍船舶のいわゆる「瀬取り」を含む違法な海上での活動に対して、米国に加え、関係国が在日米軍嘉手納飛行場を拠点として、航空機による警戒監視活動を行う。
- 関係国としては、現時点でオーストラリア軍及びカナダ軍が哨戒機を派遣し、国連軍地位協定に基づき当該活動に従事予定。
- 2018年4月10日、英国防省から、イギリス海軍フリゲート艦「サザーランド」等が、北朝鮮の海上での不正取引を監視する国際的な努力に貢献する旨を発表。
- 我が国としては、北朝鮮の完全な、検証可能な、かつ、不可逆的な方法での全ての大量破壊兵器及びあらゆる弾道ミサイルの廃棄の実現に向け、国際社会が一致団結して、国連安保理決議の完全履行を含む、北朝鮮に対する最大限の圧力を維持する観点から取組を歓迎。
- 防衛省・自衛隊としても、海上自衛隊が安保理決議違反が疑われる船舶の情報収集をしており、関係国と緊密に協力。

2019年3月8日には、北朝鮮による瀬取りの警戒監視活動にフランス軍も参加することが発表された。まず3月中旬に哨戒機ファルコン200が在日米軍嘉手納飛行場に派遣され、続いてフリゲート艦「ヴァンデミエール」が、同年春から東シナ海周辺海域で監視活動に入る。
2019年4月、北朝鮮籍タンカー「SAEBYOL（セビョル）号」が瀬取りを強く疑われ、これが、英国と日本の共同での作業によるもの、とされた。なお、この時点で、英国は、日本の監視活動に関し、海軍フリゲート「サザーランド」（2018年5月上旬）、同揚陸艦「アルビオン」（2018年5月下旬から6月上旬まで及び6月中旬）、同フリゲート「アーガイル」（2018年12月中旬及び2019年年1月上旬）、同フリゲート「モントローズ」を派遣（2019年2月下旬から3月上旬）したと言われる。

### アメリカ合衆国沿岸警備隊所属4500トン級「バーソルフ」（WMSL-750）の警戒監視協力
- アメリカ沿岸警備隊（USCG）所属の大型警備艦「バーソルフ」（4,500トン級、WMSL-750）が瀬取り監視を行っている[48][49]。
- 2019年1月、母港のカリフォルニア州アラメダ海軍基地を出港、2カ月間朝鮮半島周辺を巡航して、対北朝鮮制裁違反の船舶を監視・摘発[48]。
- 2019年3月、日本から大韓民国へ移動し、大韓民国との瀬取りの警戒監視協力にあたった[49]。その際、済州民軍複合港に入港し、韓国海洋警察庁と北朝鮮の経済制裁違反船舶に対する検問の合同訓練を実施[48]。
- 2019年4月6日、釜山作戦基地に入港（合同訓練の一週間後）[48]。

### 国際海事機関（IMO）による取り締まり強化
2019年4月、IMOは、船の登録国を偽装したり位置追跡装置を消して航海したりする、北朝鮮などの船に対する取り締まりを強化する措置に合意。船籍データベースの構築と位置追跡装置（自動船舶識別装置）を、常時つけておくことを強制するもの。